# Триттон, Уильям
Сэр Уильям Триттон (англ. William Ashbee Tritton; 1875 — 1946) — британский инженер и менеджер, эксперт в области сельскохозяйственной техники, соизобретатель танка (с Уолтером Вильсоном), что было подтверждено Королевской комиссией по присуждению премий изобретателям (англ. Royal Commission on Awards to Inventors) в 1919 году.

## Биография
Родился 19 июня 1875 года в городе Ислингтон в семье William Birch Tritton (1845—1918), лондонского служащего на бирже, и его жены Ellen Hannah Ashbee (1847—1921). В семье был еще один сын — Перси (1878—1903). 
Уильям обучался в лондонских колледжах Christ's College и Кингс-колледж. 
В 1891 году Уильям работал в компании Gwynnes Pumps. Позже работал механиком-линотипистом в  Linotype Co и инженером-электриком в  Metropolitan Electric Supply Co. К 1901 году жил в городе Altrincham в Большом Манчестере. 
C 1906 года Триттон начал работать в компании William Foster & Co. Ltd в городе Линкольне. Здесь с 1911 по 1939 годы он входил в состав совета директоров, а потом стал её управляющим директором. Это предприятие стало разработчиком британского танка (здание фирмы было снесено в 1984 году). Триттон первоначально был инженером-технологом, а само название танк было придумано Альбертом Стерном. Строились танки для Первой мировой войны на предприятии Metro Cammell, располагавшегося в городе Wednesbury графства Уэст-Мидлендс. Гусеничные движители в то время производились в William Foster & Co. Ltd.
Умер 24 сентября 1946 года в городе Линкольн. C 1916 года был женат на Isobel Grahame Gillies из Шотландии. 21 февраля 1917 года за участие в изобретении и разработке танка был посвящен в рыцари.
Уильям Триттон был автором книги «The Tank: Its Birth & Development», William Foster & Co. Ltd. Engineers, 1919.
Его именем названа одна из улиц Линкольна, а на одном из супермаркетов, находящемся на месте существовавшего завода, ему установлена синяя табличка.